# Сирбу Дмитро Васильович
Дмитро́ Васи́льович Си́рбу (8 лютого 1994, Сарата, Одеська область, Україна — 11 липня 2014, Зеленопілля, Довжанський район, Луганська область, Україна) — український військовослужбовець, прикордонник, солдат Державної прикордонної служби України. Учасник російсько-української війни.

## Життєпис
Народився 8 лютого 1994 року в селищі міського типу Сарата Одеської області. Закінчив Саратську загальноосвітню школу-гімназію. 2013 року закінчив Одеський коледж економіки, права та готельно-ресторанного бізнесу за спеціальністю «Правознавство» та здобув кваліфікацію «Молодший спеціаліст з права». Родина Сирбу мешкає в селі Новоселівка Саратського району. Дмитро любив собак, багато знав про догляд за ними, хотів стати кінологом.
З 11 квітня 2014 року проходив військову службу за контрактом на посаді курсанта 7-ї навчальної групи 3-го відділу підготовки молодших спеціалістів Навчального центру Державної прикордонної служби України, військова частина 9930, Оршанець.
З 12 червня 2014 року брав участь в антитерористичній операції на Сході України.
Загинув 11 липня 2014 року внаслідок ракетної атаки біля Зеленопілля. Позиції опорного пункту українських сил, де розмістилися підрозділи 24-ї механізованої, 72-ї механізованої, 79-ї аеромобільної бригад і мотоманеврена група прикордонників в Луганській області були обстріляні з установки «Град» приблизно о 4:30 ранку. Тоді ж полягли Ігор Момот, Олег Глущак, Василь Поляков, Анатолій Луцко, Вільгельм Штолцель.
14 липня Дмитра поховали на кладовищі села Новоселівка. Залишились батьки, Василь та Анжела Сирбу, і брат Ігор.
Молодший брат Ігор продовжив справу Дмитра і у 2016 році закінчив Оршанський навчальний центр ДПСУ у званні молодшого сержанта.У вересні 2016 поступив до Хмельницької академії ДПСУ імені Богдана-Хмельницького.закінчив та випустився у 2020,продовжує прикордонну справу свого брата у Південному регіоні.

## Нагороди
15 липня 2014 року — за особисту мужність і героїзм, виявлені у захисті державного суверенітету та територіальної цілісності України, відзначений — нагороджений орденом «За мужність» III ступеня (посмертно).

## Вшанування пам'яті
11 липня 2015 року в селі Новоселівка Саратського району біля будинку, де жив Дмитро Сирбу, відкрито меморіальну дошку на його честь. Вулицю названо його ім'ям.
4 вересня 2015 року в смт Сарата на фасаді будівлі загальноосвітньої школи-гімназії по вулиці Крістіана Вернера, 85, де навчався Дмитро Сирбу, йому відкрито меморіальну дошку.